# Charles Dieupart
Charles Dieupart, o François (París, 1667 - Londres, 1740) fou un clavecinista i violinista francès del temps del barroc.
Hàbil concertista de piano i violí. Es traslladà a Anglaterra el 1707, on en companyia de Haym i Clayton treballa per aclimatar l'òpera italiana en Anglaterra. Ensems desenvolupà la part de piano en l'acompanyament de les òperes Arsinae, Camilla, Fyrrhus, Demetrius i la titulada Rinaldo, d'Handel. Morí a Londres pels voltants del 1740, en un estat proper a la indigència.
Deixà escrites les obres: Six suites de clavecins, divisées en ouvertures, allemandes, courantes, sarabandes, etc.,, composées et mises en concert pour un et une théte, avec base de viole et un archibuths (Londres, sense data), i Walter cita una obra d'aquest músic editada per Roger, d'Amsterdam, amb el títol de Six ouvertures pour clavecin, avec violon et basse continue.